# Loi sur les relations ouvrières
Lire en ligne

texte officiel

Loi des syndicats professionnels Code du travail (Québec)
La Loi sur les relations ouvrières ou Loi instituant une commission de relations ouvrières est une loi québécoise adoptée par le gouvernement d'Adélard Godbout le 3 février 1944. 
C'est la pièce maîtresse des relations du travail québécois. Inspirée de la « National Labor Relations Act » de Robert Ferdinand Wagner de 1935 aux États-Unis, la loi québécoise oblige les parties à négocier de bonne foi et reconnait juridiquement le syndicat par un support d'accréditation par l'entremise d'une commission et donne au syndicat d'une unité de négociation (selon le modèle nord-américain, dans un établissement ou une entreprise) le monopole de la représentation.
Malgré les positions anti-syndicales de Maurice Duplessis, élu quelques mois plus tard, cette loi permet une progression marquée du syndicalisme au Québec. Elle est par la suite modifiée avec la création du nouveau Code du travail en 1964 pour y inclure le secteur public et parapublic.